# Дэвид и Кэтрин Бирни
Дэвид Джон Бирни (16 февраля 1951 — 7 октября 2005) и Кэтрин Маргарет Бирни (род. 23 мая 1951) — австралийская пара из Перта, Западная Австралия, совершившая в 1986 году серию из убийств четырёх женщин в своём доме. В СМИ эти преступления прозвали «убийствами в Мурхаузе», по адресу проживания Джона Бирни — 3 Мурхауз-стрит Уилладжи.

## Джон Бирни
Дэвид Джон Бирни был старшим, пятым ребёнком в неблагополучной семье, проживающей в сельском городке Уоттл Гроув, Западная Австралия. По городу ходили слухи о распущенности и алкоголизме главы семьи, а также о том, что в семье занимаются инцестом.
Школьные друзья Бирни отмечали, что его дом был неухоженным и что его семья никогда не обедала вместе. Родители не готовили еду для детей.
В начале 1960-х годов родители Бирни решили перевезти семью в пригород Перта, где Дэвид познакомился с Кэтрин. В 15 лет Дэвид бросил школу, чтобы стать учеником местного жокея Эрика Парнхэма. Эрик отмечал, что во время работы на ипподроме Бирни специально причинял боль лошадям и приобрёл привычку к эксгибиционизму. В то же время Бирни попытался совершить своё первое изнасилование.
В конце 1986 года Дэвид устроился на местную фабрику.

## Кэтрин Бирни
Кэтрин Маргарет Бирни родилась 23 мая 1951 года. Когда ей было два года её мать умерла при родах её брата, который умер через два дня. Не имея возможности воспитывать ее, её отец Гарольд отправил Кэтрин жить к бабушке и дедушке. Когда ей было десять лет Гарольд получил единоличную опеку над Кэтрин.
В 12 лет она познакомилась с Дэвидом Бирни, а к 14 годам у неё начались с ним отношения. Гарольд несколько раз просил Кэтрин оставить Дэвида, потому что у неё начались проблемы с полицией. Через время Кэтрин рассталась с Дэвидом и начала работать в местной семье Маклафлин экономкой. В свой 21-й день рождения она вышла замуж за Дональда Маклафлина.
У них с Маклафлином родилось семеро детей; их первенец, сын, погиб.
В 1985 году она оставила мужа и шестерых детей и ушла жить к Дэвиду. Пара никогда не состояла в законном браке, но Кэтрин поменяла фамилию.

## Убийства
В течение пяти недель Бирни похитили пять женщин в возрасте от 15 до 31 года. Все жертвы, за исключением одной, были изнасилованы и убиты. Исключением стала последняя жертва, которая сбежала на следующий день после похищения и привела полицию в дом Бирни, положив тем самым конец их преступной деятельности.

## Личности жертв

### Мэри Нилсон
22-летняя Мэри Нилсон изучала психологию в Университете Западной Австралии и подрабатывала в гастрономе, когда познакомилась с Дэвидом Бирни на складе запчастей, где он работал. Дэвид предложил ей продать дешевые шины для ее машины, а затем дал ей свой номер телефона. 6 октября 1986 года она отправилась в дом Бирни, где была изнасилована и задушена.

### Сюзанна Кэнди
Через две недели после убийства Мэри Нилсон они похитили 16-летнюю Сюзанну Кэнди, когда та путешествовала автостопом по шоссе Стирлинг в Клэрмонте, Австралия.
После того как она пропала, Бирни заставили её отправлять письма родным, чтобы уверить их, что с ней всё в порядке. Но семья догадалась, что случилось что-то неладное.
Бирни уже несколько часов колесили по городу в поисках жертвы, когда заметили Кэнди. Когда она села в машину её связали. Позже пара отвезла её в их дом по Уилладжи, где ей заткнули рот кляпом, привязали к кровати и изнасиловали.
После того как Бирни закончил насиловать девушку, Кэтрин Бирни залезла к ним в постель, так как это возбуждало Дэвида. Когда они вдвоём изнасиловали её, Бирни попытался задушить девушку нейлоновым шнуром, но у той началась истерика. Чтобы успокоить её, Бирни насильно запихнули ей в горло снотворное. Когда Кэнди уснула, Дэвид накинул шнур ей на шею и сказал Кэтрин, чтобы она доказала свою любовь к нему, задушив девушку; Кэтрин исполнила просьбу.

### Ноэлин Паттерсон
1 ноября Бирни увидели 31-летнюю Ноэлин Паттерсон, стоящую возле своей машины на шоссе Каннинг; в машине закончилось топливо, когда она возвращалась домой с работы в гольф-клубе Недландс. Когда она села к ним в машину, к её горлу приставили нож и связали. Её отвезли на Мурхауз-стрит, где Дэвид несколько раз изнасиловал её, первоначально было решено убить её в ту же ночь, но Дэвид продержал её в доме в течение трёх дней, и даже выказывал признаки привязанности к Паттерсон. Кэтрин стала ревновать и выдвинула ультиматум: Дэвид должен убить Паттерсон или она покончит с собой. В тот же день Дэвид задушил жертву. Они отвезли её тело в лес, но закопали вдали от остальных. По словам Кэтрин, она получала огромное удовольствие, когда бросала землю на лицо Паттерсон.

### Дениз Браун
5 ноября Бирни похитили 21-летнюю Дениз Браун, когда она ждала автобус на шоссе Стерлинг. Пара согласилась подвезти Дениз, но по пути связали её, и отвезли к себе домой. На следующий день её отвезли в лес. Где Дэвид Бирни изнасиловал её в машине, пока пара дожидалась темноты. После того как они вытащили Браун из машины, Дэвид Бирни снова изнасиловал её и ударил ножом в шею. Убедившись, что девушка мертва, они вырыли неглубокую могилу и положили туда её тело, но неожиданно Браун привстала и села. Тогда Дэвид схватил топор, дважды ударил её по голове и закончил начатое.

### Кейт Мойр
Семнадцатилетняя Кейт Мойр была похищена точно так же, как и предыдущие жертвы. Однако на этот раз Дэвид не стал сразу её насиловать, вместо этого Бирни заставили девушку танцевать для них, и она спала вместе с ними, будучи прикованной наручниками к Дэвиду, а не к кровати. Мойр была последней похищенной и единственной выжившей жертвой. Похитив её, Дэвид заставил её позвонить матери. Мойр уверяла мать, что слишком много выпила и живет у подруги, надеясь, что мать поймет, что это уловка, и позвонит подруге, зная, что та не пьёт.
Она сбежала на следующий день после похищения. После того как Дэвид ушел на работу, Кэтрин пошла к двери, чтобы совершить сделку с наркотиками, и забыла приковать Мойр к кровати. Она сбежала, выбравшись через окно.
На основе этих событий снят фильм
"Гончие любви" Австралия 2016 г. .

## Приговор
Когда дело было передано в суд, Дэвид Бирни признал себя виновным по четырём пунктам обвинения в убийстве и по одному пункту в похищении и изнасиловании. Когда его спросили, почему он признал себя виновным, он сделал жест в сторону семей жертв и сказал: «Это меньшее, что я мог сделать». Он был приговорён к четырём срокам пожизненного заключения. После признания Кэтрин Бирни достаточно вменяемой, чтобы предстать перед судом, Верховный суд также приговорил ее к четырём срокам пожизненного заключения; по закону того времени оба они должны были отбыть 20 лет, прежде чем получить право на условно-досрочное освобождение.